# Лагута, Ярослав Николаевич
Яросла́в Никола́евич Лагу́та (укр. Ярослав Миколайович Лагута; род. 11 июля 1975, Житомир) — украинский политик. Глава Дарницкого района Киева (с 2020 года, в качестве и. о. с 2019 по 2020). Исполняющий обязанности председателя Житомирской ОГА (2019). Являлся членом Молодёжной партии Украины, партии УДАР и «Блока Петра Порошенко „Солидарность“». Кандидат экономических наук (2018).

## Биография
Родился 11 июля 1975 года в Житомире.
С 1992 по 1998 год учился в Житомирском инженерно-техническом институте по специальности «менеджмент в производственной сфере».
С октября 1993 по декабрь 1996 года являлся инспектором отдела, а позже заместителем директора в компании «АСТРА». С января 1997 по декабрь 2001 года работал заместителем директора житомирского отдела страховой компании «АСКА». С января по май 2002 года — директор, а позднее генеральный директором киевской компании «Машина продаж», с июня 2002 по январь 2005 года занимал руководящие посты в предприятии «Шульц энд френдс Киев», а с февраля 2005 по декабрь 2007 года являлся директором «Орандж Украина». В январе 2008 года стал советником директора компании «Умные коммуникации» по развитию бизнеса, оставаясь в этом качестве до ноября 2014 года.
С 1998 по 2001 года преподавал в Житомирском инженерно-технологическом институте и Житомирском институте предпринимательства и современных технологий.
Возглавлял агентство маркетинговых услуг «Умные коммуникации» и группу компаний «Торговый дом „Ярко“».

### Политическая деятельность
На парламентских выборах 2002 года баллотировался по 66 округу (Житомирская область) от Блока Виктора Ющенко «Наша Украины» и являясь членом Молодёжной партии Украины. Лагута занял 11 место из 14 претендентов с результатом 0,62 % голосов избирателей.
В 2012 году баллотировался в Верховную раду по спискам партии УДАР, но в парламент избран не был. С 2012 по 2014 год на платной основе являлся помощником народного депутата Рустама Раупова от УДАРа.
В августе 2014 года являлся кандидатом на должность заместителя председателя Житомирской областной государственной администрации по гуманитарным вопросам. Лагута при этом пообещал работать на этой должности бесплатно до конца завершения антитеррористической операции на востоке Украины.
С ноября 2014 по январь 2015 года — советник патронатной службы главы Житомирской ОГА. 15 января 2015 года председатель Житомирской ОГА Сергей Машковский назначил Лагуту своим заместителем. 9 февраля 2015 года он стал членом общественного гуманитарного совета при Житомирской ОГА.
В феврале 2015 года сменил Рустама Раупова на посту руководителя житомирского отделения партии УДАР. Во время местных выборов 2015 года баллотировался в Житомирский областной совет от партии «Блок Петра Порошенко „Солидарность“», но избран не был.
В 2018 году окончил Национальную академию государственного управления при Президенте Украины и защитил кандидатскую диссертацию.
В феврале 2019 года глава Житомирской ОГА Игорь Гундич объявил своему заместителю Лагуте выговор за ненадлежащее исполнение служебных обязанностей. С июня по август 2019 года Лагута исполнял обязанности председателя Житомрской ОГА. 7 октября 2019 года Лагута написал заявление об увольнение с поста заместителя председателя Житомирской ОГА.
С ноября 2019 по май 2020 год являлся исполняющим обязанности председателя Дарницкой РГА — заместителем председателя Дарницкого РГА. 18 мая 2020 года президент Украины Владимир Зеленский назначил Лагуту председателем Дарницкой РГА на постоянной основе.

## Личная жизнь
Женат, воспитывает сына и дочь.